# Odontoptila subviridis
Odontoptila subviridis är en fjärilsart som beskrevs av W. Warren 1904. Odontoptila subviridis ingår i släktet Odontoptila och familjen mätare. Inga underarter finns listade i Catalogue of Life.